# Werner Park

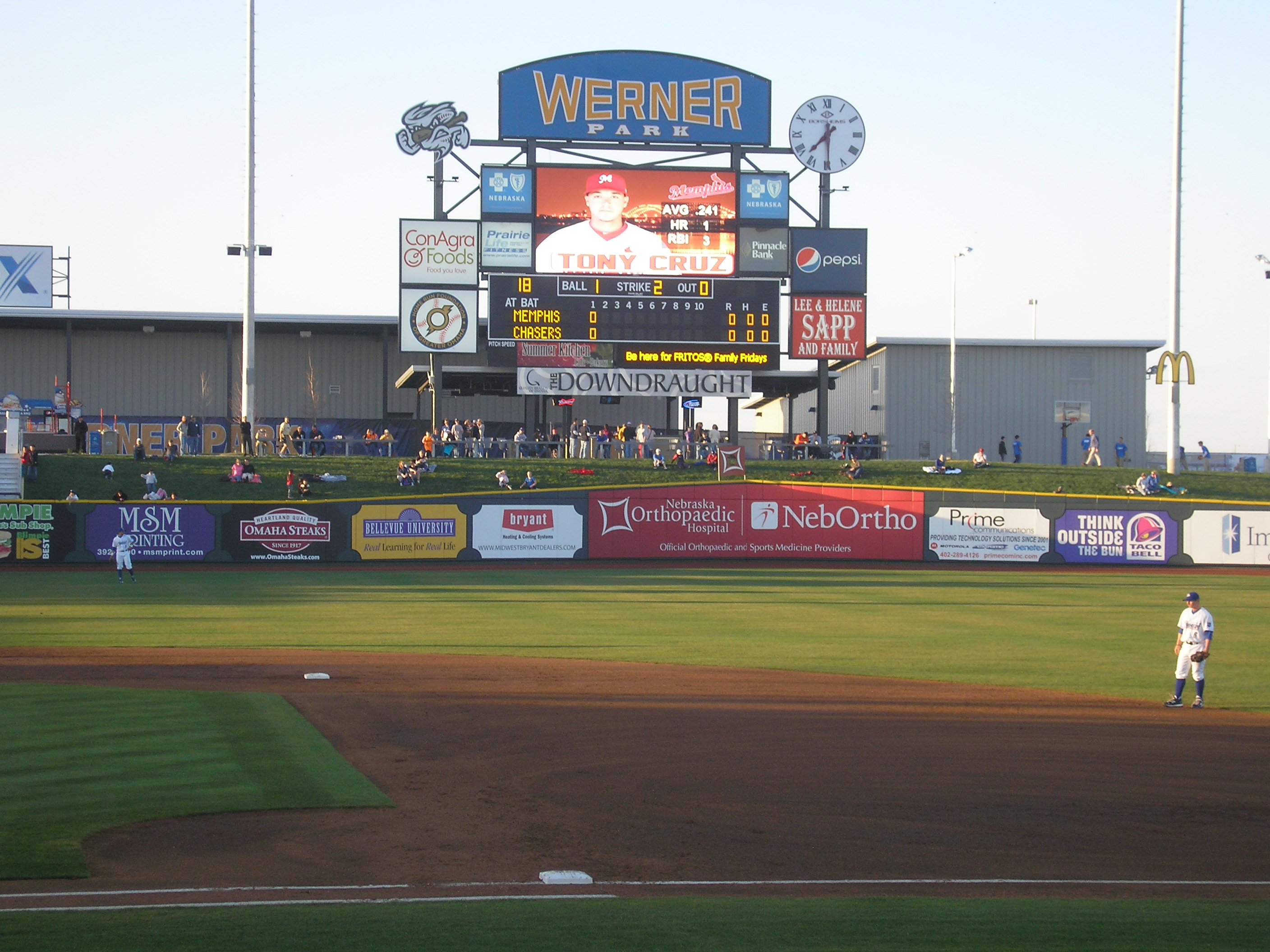
Werner Park, estadio de béisbol de ligas menores.

Werner Park es un estadio de béisbol de ligas menores ubicado al oeste de Papillion, Nebraska, un suburbio en el condado de Sarpy al suroeste de Omaha. Inaugurado en 2011, es propiedad del condado de Sarpy. Es el estadio de los Omaha Storm Chasers (la filial Triple A de los Kansas City Royals) y del club de fútbol profesional, que juega en la USL League One, Union Omaha. Los Omaha Mavericks de la Universidad de Nebraska Omaha también utilizan el estadio para algunos juegos de béisbol universitarios locales.
El estadio de béisbol costó $ 36 millones para construir y está ubicado cerca de la calle 126 y la autopista 370, a menos de tres millas (5 km) al oeste de Papillion en el condado no incorporado de Sarpy.

## Historia
Desde 1969 hasta 2010, los Omaha Royals (llamados Golden Spikes de 1999 a 2001) jugaron en el Rosenblatt Stadium ubicado en el centro de Omaha. Cada año, los Reales tenían que realizar un viaje por carretera extendido de dos semanas a fines de mayo o principios de junio para acomodar la College World Series de la NCAA. Los Reales también se vieron perjudicados por el tamaño de Rosenblatt. Con 23.000 asientos en su configuración final, era demasiado grande para un equipo Triple-A; Tenía 5,000 asientos más que el siguiente estadio más grande, el Coca-Cola Field de Buffalo. Con la esperanza de proporcionar un entorno más íntimo, la capacidad se redujo a alrededor de 8.500 para los juegos de los Reales.
Cuando la ciudad de Omaha anunció planes para construir un nuevo estadio de béisbol en el centro de Omaha para la Serie Mundial Universitaria, TD Ameritrade Park, los planes originales pedían que su capacidad se redujera a alrededor de 12,000 para los juegos de los Reales. Sin embargo, los Reales optaron por construir su propio parque en otro lugar con una capacidad menor de asientos. Los parques separados permiten que los Storm Chasers jueguen en casa durante la Serie Mundial Universitaria.
La palada inicial tuvo lugar el 12 de agosto de 2009, y el 11 de noviembre de 2010, los Royals anunciaron que habían llegado a un acuerdo con la empresa de transporte con sede en Omaha y patrocinador de mucho tiempo Werner Enterprises por los derechos de denominación del estadio. Según la política del club, los términos del trato no fueron divulgados. Los Omaha Storm Chasers, luciendo su nuevo nombre y librea que fueron anunciados el 15 de noviembre de 2010, se mudaron al Werner Park el 17 de diciembre. El campo está alineado al noreste (desde el plato hasta el jardín central) a una elevación aproximada de 1,150 pies (350 m). ) sobre el nivel del mar; El Rosenblatt Stadium tenía una alineación y elevación similares.
El primer evento del estadio fue un juego de rivalidad entre escuelas secundarias el 11 de abril de 2011, entre las dos escuelas secundarias de Papillion, Papillion South y Papillion-LaVista; Los Titanes del Sur ganaron, 2-0, sobre las Monarcas. Los Storm Chasers abrieron el estadio cinco días después, el 16 de abril, con una victoria por 2-1 sobre los Nashville Sounds, mientras que el principal prospecto Eric Hosmer se fue de 3 de 3 en la victoria.
Una estatua de la leyenda del pitcheo local Bob Gibson fue develada afuera de la entrada del parque en 2013.
Desde 2013, los Omaha Mavericks de la Universidad de Nebraska Omaha han utilizado el lugar para algunos juegos de béisbol universitarios en casa.
En julio de 2015, los Storm Chasers organizaron el Triple-A All-Star Game y el Home Run Derby, la primera vez que los eventos se llevaron a cabo en Omaha. El Derby, que fue ganado por Dariel Álvarez de Norfolk Tides, se llevó a cabo el 13 de julio. El Juego de Estrellas se llevó a cabo dos días después, el 15 de julio. Los Cazadores de Tormentas estuvieron representados en el juego por Cheslor Cuthbert, Louis Coleman y John Lamb, así como por el entrenador Dave Innicca y el manager Brian Poldberg, quien encabezó el equipo PCL. Los IL All-Stars derrotaron al PCL All-Stars, 4-3.
Desde el otoño de 2019 hasta la primavera de 2020, Werner Park se sometió a una renovación de $ 2.4 millones para preparar la superficie de juego y las instalaciones para el club de fútbol profesional USL League One Union Omaha, programado para comenzar a jugar en la primavera de 2020. Montículo, alteraciones en el poste de foul del jardín derecho y un nuevo edificio en el jardín izquierdo para albergar al personal y el equipo.